# Megan Marie Hart
Répertoire
- Aida (rôle titre)
- Desdemona dans Otello
- Donna Anna dans Don Giovanni
- Elsa dans Lohengrin
- Luisa Miller (rôle titre)
- Madama Butterfly (rôle titre)
- Mimì dans La Bohème
- Tosca (rôle titre)

Megan Marie Hart (/ˈmɛɡɪn məˈɹiː ˈhɑɹt/), née en 1983 à Santa Monica en Californie est une soprano spinto américaine. Elle est connue pour ses interprétations d'Aida, Donna Anna dans Don Giovanni, Luisa Miller, Madama Butterfly et Tosca.

## Biographie
Megan Marie Hart est née à Santa Monica en 1983 et a grandi à Eugene, dans l'Oregon. Ses arrière-grands-parents étaient originaires de Russie et ont immigré en Amérique en 1903. Les parents de Hart étaient musiciens, sa mère Claudia chantait, son père Dale jouait de la guitare classique, du banjo, de la mandoline et de l'harmonica. La famille possédait un piano à queue, pour lequel Hart s'est intéressée dès son plus jeune âge avant de commencer des cours de piano de son propre chef à l'âge de 9 ans. Elle a ensuite joué du violon pendant cinq ans avant de se consacrer au chant choral.
Hart a pris ses premiers cours de chant à l'âge de 17 ans. Elle a participé au programme jeunesse du l'Oregon Bach Festival (en) sous la direction de Helmuth Rilling, qui l'a inspirée à faire du chant sa profession. À partir de 2001, Hart a étudié avec le ténor, professeur de chant et musicologue Richard Miller au Conservatoire de musique d'Oberlin. À l'été 2003, Hart a participé à l'Académie d'été du Mozarteum de Salzbourg sous la direction de Miller. Également au cours de l'été 2003 et de l'été 2004, Hart a participé à l'Académie d'été Elysium à Bernried. En 2005, elle obtient son baccalauréat en musique à Oberlin et fait sa première rencontre avec Marilyn Horne, à la master class de laquelle elle participe. L'année suivante, elle obtient sa maîtrise en musique. En 2006, Hart a fréquenté la Manhattan School of Music de New York, où elle a étudié avec la mezzo-soprano Mignon Dunn (en). La même année, Hart rencontre à nouveau sa future enseignante Marilyn Horne. En 2007, Hart est diplômé de la Manhattan School of Music avec un certificat d'études professionnelles.
De 2007 à 2010, Hart a participé au programme des jeunes artistes de l'Opéra de Seattle (en), dirigé par Jane Eaglen (en). À l'été 2008, elle a participé au programme de formation de dix semaines du Central City Opera (en), qui a interprété la parabole de l'église Curlew River de Benjamin Britten avec Hart dans le rôle du fantôme du garçon. À l'été 2010, Hart a étudié à nouveau avec Marilyn Horne à la Music Academy of the West et a remporté le concours de chanson Marilyn Horne. Marilyn Horne est depuis toujours l'enseignante de Hart.
Elle a fait ses débuts au Carnegie Hall en janvier 2012. De 2015 à 2020, elle a travaillé à Landestheater Detmold (de), l'Opéra de Detmold. Depuis 2020, elle travaille au Théâtre de Darmstadt. C'est ici qu'elle a donné la première d'importants concerts sur la Shoah, y compris le cycle de chansons Letters to Fred: A Portrait of the Herzberg Family During the Holocaust composé pour elle par la compositrice israélien Bracha Bdil (he), et c'est aussi là qu'elle a chanté lors de la première de la version allemande du Il piccolo principe de Pierangelo Valtinoni.
De nombreux amateurs d'opéra la considèrent comme l'une des plus grandes chanteuses d'opéra vivantes,,,,,.

## Rôles d'opéra (sélection)
- Auber: Elvire dans La Muette de Portici
- Bellini: Amina dans La sonnambula
- Britten: Tytania dans A Midsummer Night's Dream
- Britten: Lady Billows dans Albert Herring
- Cilea: Jouvenot dans Adriana Lecouvreur
- Donizetti: Adina dans L’elisir d’amore
- Donizetti: Rita dans Rita ou le Mari battu
- Gounod: Juliette dans Roméo et Juliette
- Gounod: Marguerite dans Faust
- Händel: Alcina dans Alcina
- Händel: Almirena dans Rinaldo
- Humperdinck: Gretel, Gertrud et Grignotte dans Hänsel und Gretel
- Liebermann: Sibyl Vane dans The Picture of Dorian Gray
- Offenbach: Antonia dans Les Contes d'Hoffmann
- Offenbach: Venus dans Orphée aux Enfers
- Mozart: La comtesse Almaviva dans Les Noces de Figaro
- Mozart: Arminda dans La finta giardiniera
- Mozart: Donna Anna dans Don Giovanni
- Mozart: Fiordiligi dans Così fan tutte
- Mozart: Konstanze dans Die Entführung aus dem Serail
- Puccini: Cio-Cio-San dans Madama Butterfly
- Puccini: Lauretta et Nella dans Gianni Schicchi
- Puccini: Liù dans Turandot
- Puccini: Mimì dans La Bohème
- Puccini: Floria Tosca dans Tosca
- Poulenc: Elle dans La Voix humaine
- Poulenc: Blanche dans Dialogues des carmélites
- Strauss: Chrysothemis dans Elektra
- Strauss: Zerbinetta dans Ariadne auf Naxos
- Tchaïkovski: Tatiana dans Eugène Onéguine
- Verdi: Aida dans Aida
- Verdi: Desdemona dans Otello
- Verdi: Gilda dans Rigoletto
- Verdi: Luisa dans Luisa Miller
- Wagner: Elsa dans Lohengrin
- Wagner: Wellgunde dans L'Or du Rhin
- Wainwright: Marie dans Prima donna

## Rôles d'opérettes (sélection)
- Abraham: Madeleine de Faublas dans Ball im Savoy
- Kálmán: Sylva Varescu dans Princesse Czardas
- Strauss, J.: Rosalinde dans La Chauve-Souris
- Sullivan: Gianetta dans The Gondoliers

## Répertoire de concert (sélection)
- Beethoven: Symphonie no 9
- Mahler: Symphonie no 2 « Résurrection »
- Mendelssohn: Elias
- Strauss: Quatre derniers lieder
- Suppè: Missa pro defunctis, Requiem
- Verdi: Messa da requiem

## Vidéographie
- Händel: Alcina (2010, Réalisateur: Caroline Copeland) – avec Bourbon Baroque, Teresa Wakim, Meagan Amelia Brus, Kristen Leich, Katherine Lerner, David Menzies, Evan Prizant[17].

## Récompenses et distinctions
- Concours de la chanson Marilyn Horne 2010, lauréate du Grand Prix[18]
- Concours Liederkranz de la ville de New York 2012, première place, catégorie Art Song[19]
- Theaterring Detmold 2018, meilleur chanteur[20]
- Theaterring Detmold 2019, Prix du public du membre d'ensemble le plus populaire du théâtre musical[21]